# Saluggia
Saluggia é uma comuna italiana da região do Piemonte, província de Vercelli, com cerca de 4.074 habitantes. Estende-se por uma área de 31 km², tendo uma densidade populacional de 131 hab/km². Faz fronteira com Cigliano, Crescentino, Lamporo, Livorno Ferraris, Rondissone (TO), Torrazza Piemonte (TO), Verolengo (TO).

## Demografia
| Variação demográfica do município entre 1861 e 2011                               |
|                                                                                   |
| Fonte: Istituto Nazionale di Statistica (ISTAT) - Elaboração gráfica da Wikipedia |